# Jan Mom
Jan Mom (Amsterdam, 9 november 1955) is een Nederlandse journalist.
Jan Mom studeerde aan de School voor Journalistiek en liep in 1980 stage bij STAD Radio Amsterdam. Hij bleef er acht jaar en werkte ook als verslaggever en presentator voor onder andere de VARA, KRO, VPRO, NOS en Radio West.
In 1988 stapte Jan Mom over naar de VARA, waar hij de eindredactie en presentatie deed bij De Edities, de actualiteitenrubriek op de radio. Voor televisie zat hij in de redactie van onder andere Sonja op... en Kassa en presenteerde hij informatieve televisieprogramma’s voor Teleac.
In 1996 werd Jan Mom gevraagd om Veronica's Nieuwslijn op te zetten. In 1997 werd hij eindredacteur bij RTL Nieuws en werkte mee aan Kwestie van kiezen en Nieuws aan tafel, tot hij in 2002 bij de NOS solliciteerde.
Daar werd Jan Mom hoofdredacteur van het Radio 1 Journaal en adjunct hoofdredacteur van het NOS nieuws.
Per februari 2008 werkt Mom voor de AVRO, waar hij voor de omroep het Radio 1-middagmagazine presenteerde dat aanvankelijk Wat Nu? heette en in augustus 2008 werd herdoopt tot AVRO: De Praktijk. Dit programma behandelde lichamelijke en geestelijke gezondheid in een ruime zin van het woord. In september 2010 hield het programma op te bestaan en ging Mom Vrijdagmiddag Live presenteren. Ook presenteerde hij af en toe de Nieuwsshow op Radio 1, als invaller voor Peter de Bie. Vanaf september 2017 was hij vaste presentator van dit programma, totdat het eind 2017 ophield te bestaan.